# Drosophila rellima
Drosophila rellima este o specie de muște din genul Drosophila, familia Drosophilidae, descrisă de Wheeler în anul 1960. Conform Catalogue of Life specia Drosophila rellima nu are subspecii cunoscute.